# Canthydrus laccophiloides
Canthydrus laccophiloides is een keversoort uit de familie diksprietwaterkevers (Noteridae). De wetenschappelijke naam van de soort werd in 1930 gepubliceerd door Leopold Gschwendtner.